# Арка (Росія)
Арка́ (рос. Арка) — село у складі Охотського району Хабаровського краю, Росія. Адміністративний центр та єдиний населений пункт Аркинського сільського поселення.

## Населення
Населення — 699 осіб (2010; 892 у 2002).
Національний склад (станом на 2002 рік):
- евенки — 33 %
- евени — 30 %